# ميل في الساعة
ميل في الساعة هي وحدة قياس السرعة وتعني عدد من الأميال التي تمضي خلال ساعة.
وهي حاليا مقياس لحدود السرعة بالطرق بالمملكة المتحدة والولايات المتحدة وبلدان أخرى، ورمزها م\س أو mph. لكن معظم دول العالم تستخدم كم/ساعة.
بالوحدات القياس الدولية الرمز م\س أو m/s يقصد به متر\ثانية. لذلك فتطبيقات الملاحة والملاحة الجوية تفضل استخدام عقدة كمصطلح لوحدة السرعة. العقدة تعادل الميل البحري بالساعة.

## التحويلات
1 ميل\ساعة تعادل:
- 0.44704 متر\ث حسب الوحدات القياس الدولية
- 1.609344 كم\س
- 22/15= 1.4667 قدم بالثانية
- تقريبا 0.868976 عقدة

عند تحويل الميل بالساعة لوحدة قياس أخرى فإنها تعادل كمثال: 5,280 قدم أو 1,760 ياردة أو 1,609.344 متر خلال ساعة واحدة أو 60 دقيقة أو 3600 ثانية